# Right Here in My Arms
Right Here in My Arms — песня финской рок-группы HIM, первый сингл с их второго полноформатного альбома Razorblade Romance. Композиция вошла на альбом под четвёртым номером.
На песню был снят клип, съёмка которого была доверена финскому режиссёру Паси Пауни. В клипе группа предстала заключённой в стеклянную комнату, которая являлась метафорой барьера между публикой и музыкантами.
Кавер-версия «Right Here in My Arms» вышла на дебютном альбоме Neuromance группы Dope Stars Inc..

## Списки композиций

### Немецкое издание
| №  | Название                                  | Длительность |
| -- | ----------------------------------------- | ------------ |
| 1. | «Right Here in My Arms» (Radio Edit)      | 3:23         |
| 2. | «Join Me in Death» (Razorblade Mix)       | 3:37         |
| 3. | «The Heartless» (Space Jazz Dubmen Mix)   | 3:59         |
| 4. | «I've Crossed Oceans of Wine to Find You» | 4:40         |

### Финское издание
| №  | Название                             | Длительность |
| -- | ------------------------------------ | ------------ |
| 1. | «Right Here in My Arms» (Radio Edit) | 3:23         |
| 2. | «Join Me in Death» (Razorblade Mix)  | 3:37         |

### Макси-сингл
| №  | Название                                  | Длительность |
| -- | ----------------------------------------- | ------------ |
| 1. | «I've Crossed Oceans of Wine to Find You» | 4:40         |
| 2. | «Join Me in Death» (Razorblade Mix)       | 3:37         |
| 3. | «Right Here in My Arms» (Radio Edit)      | 3:23         |
| 4. | «Right Here in My Arms» (Video Edit)      |              |
| 5. | «Sigillum Diaboli»                        | 3:56         |
| 6. | «The Heartless» (Space Jazz Dubmen Mix)   | 3:59         |

## Чарты
| Чарт                  | Позиция |
| --------------------- | ------- |
| Finnish Singles Chart | 1       |
| Swiss Singles Chart   | 45      |